# Gradnje, Sežana
Gradnje este o localitate din comuna Sežana, Slovenia, cu o populație de 11 locuitori.